# Potentialverfahren
Als Potentialverfahren wird ein Teilgebiet der messenden Geophysik bezeichnet, dessen Forschungsgegenstand ein Potentialfeld ist. Hierzu zählen das Schwerefeld der Erde, das Erdmagnetfeld und elektrische Felder. Es handelt sich damit – im Gegensatz zu den Erdbebenwellen – um mehr oder minder statische Erscheinungen.
Die Messung erfolgt in der Regel passiv, das heißt, es werden keine Felder erzeugt, sondern die Auswirkung der vorhandenen Felder auf eine Messapparatur wird ermittelt.
Geringe zeitliche oder räumliche Schwankungen der Potentiale lassen Rückschlüsse auf Aufbau oder Vorgänge in der Erde oder in der sie umgebenden Atmosphäre zu.
Zu den Potentialverfahren gehören
- die Gravimetrie
- die Geoelektrik
- die Geomagnetik
- die Geoelektromagnetik
- die Geothermik